# D.O. Urgente
D.O. Urgente foi um Diário Oficial do Município de Santos criado em abril de 1989, como um jornal de notícias e prestação de serviços, mesclado à pubĺicação de atos oficiais do Poder Executivo local. Distribuído em bancas, órgãos públicos e outros estabelecimentos, o D.O. Urgente circulou com esse nome até 1997. Depois, e até 2017, continuou a existir como jornal de notícias, prestação de serviços e publicação de atos oficiais, porém com a denominação "Diário Oficial de Santos". O D.O. Urgente é apontado em estudos na área de Comunicação como um marco em jornalismo público, e inspirou a criação de veículos semelhantes em outros municípios e estados.

## História
A edição número 1 do D.O. Urgente é de 19 de abril de 1989. O jornal começou a ser planejado e concebido meses antes, em janeiro do mesmo ano, quando a prefeita Telma de Souza (PT) assumiu o mandato. Em entrevista ao livro "Santos, 1989 - as políticas públicas que inspiraram um país (e o mundo também)", Telma explica que "a proposta era a de um criar um jornal, um jornal de serviços, de prestação de serviços, como eram os jornais de bairro", e ao mesmo tempo ser o veículo de publicação dos atos oficiais (leis, decretos, portarias etc) do Poder Executivo e Poder Legislativo. No mesmo livro, o vice-prefeito e procurador geral do município na ocasião, Sérgio Sérvulo da Cunha, conta que ficou responsável por verificar a possibilidade, legal, de se criar o periódico.
Entre 1970 e 1987, a Prefeitura de Santos editou o Diário Oficial do Município. Embora no início houvesse também conteúdo jornalístico,, com o passar do tempo o periódico se concentrou apenas na veiculação dos atos oficiais. E, em 1987, com a extinção do Diário Oficial do Município, os atos oficiais passaram a ser publicados nos classificados dos jornais locais, notadamente o A Tribuna, o maior e mais tradicional do litoral de São Paulo. Sérvulo da Cunha concluiu, assim, que era possível reativar o Diário Oficial, como veículo de comunicação pública de conteúdo noticioso, de cidadania e de prestação de serviços.
Uma equipe que reunia jornalistas com experiência em jornais diários e de bairro, e ainda profissionais de Comunicação do próprio quadro da Prefeitura, deu corpo ao projeto. Justamente para transmitir ao público a mensagem de que se tratava de um tablóide jornalístico, e não um mero caderno de veiculação de leis, decretos e portarias, pensou-se em um nome menos convencional que "Diário Oficial de Santos". E então surgiu "D.O. Urgente".
"O D.O. Urgente nasce como um veículo de serviço institucional (...) O D.O. Urgente mostra onde e em quê o Poder Executivo municipal toca a cada cidadão. E como cada cidadão pode exigir seus direitos de contribuinte", diz texto de apresentação do jornal, na primeira edição.

## Seções e editorias
O D.O. Urgente contava com uma divisão de seções e editoriais semelhantes ao dos jornais convencionais. Havia pautas sobre saúde, educação, transportes, cultura, meio ambiente, esportes, entre outros temas. As matérias abordavam ações da Prefeitura desenvolvidas nessas áreas, porém não raro traziam também reclamações e problemas apontados pela população. Havia colunas mais analíticas, outras resgatavam aspectos da história de Santos. Uma seção se destinava a trazer a versão da administração municipal acerca de fatos noticiados pela imprensa local. Encartes especiais (sobre eventos como Carnaval, Cidade Junina, Jogos Abertos do Interior, mostras de cinema, entre outros eventos) eram recorrentes.

## Aprovação do público
Com textos objetivos, ilustrados com fotos ou outras artes, e diagramação leve, e conteúdo de utilidade pública; e ainda, com distribuição gratuita em todas as regiões da cidade, o D.O. Urgente logo recebeu aprovação do público. "Muito mais do que um mero veiculo burocratico de divulgação dos atos administrativos do executivo, esse jornal constitui[u]-se em importante meio de comunicação do governo municipal", afirma Vitor Paolozzi Servulo Cunha, na dissertação "Relações conflituosas entre jornalismo e democracia no Brasil: o caso D.O. Urgente versus A Tribuna (1996)".
A tiragem do D.O. Urgente que, em 1989, era de 5 mil exemplares por dia, em 1996 alcançara os 30 mil exemplares/dia. O jornal serviu de inspiração para diários oficiais criados por outros municípios de São Paulo e de outros estados, sob administração de gestores de diversos partidos.

## Mudança de nome
A gestão de Beto Mansur (PPB/PPB, 1997-2000; 2001-2004), ao assumir em 1997, sucendo os dois períodos de administração democrática popular (Telma de Souza, PT, 1989-1992; David Capistrano Filho, PT, 1993-1996), alterou o nome fantasia: o "D.O. Urgente" passou a ser denominado "Diário Oficial de Santos", embora a população tenha continuado a chamá-lo de simplesmente "D.O.". O veículo continuou a ser editado com ênfase no conteúdo jornalístico, e não apenas como uma publicação de atos oficiais. A forma de distribuição - gratuita, em bancas, estabelecimentos diversos e equipamentos públicos - foi mantida. A impressão, contudo, deixou de ocorrer na Prodesan e passou a ser feita na gráfica de A Tribuna.
As gestões seguintes (João Paulo Tavares Papa, PMDB, 2005-2008; 2009-2012) e de Paulo Alexandre Barbosa (PSDB, 2013-2016; 2017-2020), continuaram a investir no "D.O." como um jornal público de informação, cidadania e prestação de serviços. Em 2017, porém, esse modelo foi extinto.

## O fim em 2017
Depois de 28 anos, o "D.O." deixou de existir como um periódico jornalístico, e o Diário Oficial de Santos voltou a ser, a partir de 14 de agosto de 2017, um veículo editado exclusivamente para a publicação de leis, decretos, portarias, avisos de editais, entre outros atos. E também deixou de ser impresso, sendo veiculado apenas pela internet.
A Prefeitura alegou necessidade de cortes de despesas, entretanto reportagem do jornal Diário do Litoral apontava que a extinção do D.O. jornalístico e impresso representaria uma redução de apenas 0,05% do orçamento municipal. Além de impacto ínfimo, deixaria a cidade órfão de um veículo de jornalismo público, de prestação de serviços e de cidadania.
Ainda segundo a reportagem, desde 2013 a tiragem do "D.O." vinha sido reduzida pela Prefeitura: dos 35 mil exemplares de 2013, eram 30 mil em 2015; foi diminuída para 25 mil exemplares em 2016 e, em agosto de 2017, as últimas edições tinham tiragem de 15 mil exemplares. A reportagem trazia ainda depoimento de jornaleiros do Gonzaga, Morro da Nova Cintra e Centro da Cidade, criticando a extinção do veículo.
Para que a parcela da população sem acesso à internet pudesse continuar acompanhando o Diário Oficial, a Prefeitura prometia a instalação de tótens específicos em pelo menos quatro pontos: Paço Municipal, Bom Prato dos Morros, Centro da Juventude da Zona Noroeste e Espaço do Idoso da Aparecida.

## Acervo digitalizado
Todas as edições impressas do "D.O." entre 1989 e 2017 estão disponíveis para consulta na Hemeroteca Municipal Roldão Mendes Rosa, que fica no Centro de Cultura Patrícia Galvão, Vila Mathias, região central de Santos. As edições a partir de 2001 podem ser consultadas pela internet, por meio do site <https://diariooficial.santos.sp.gov.br/>.
Embora não disponíveis online, as edições de 1989 a 1996 foram digitalizadas em 2019, armazenadas em CD, e podem ser consultadas na própria Hemeroteca. Levando um pendrive, é possível solicitar uma cópia. A digitalização foi feita por meio de uma parceria entre a Fundação Escola de Sociologia e Política de São Paulo (Fespsp) e a Secretaria Municipal de Cultura (Secult). Além da cópia na Hemeroteca, uma ficou com a biblioteca da Fespsp e outra foi enviada à Fundação Oswaldo Cruz (Fiocruz), no Rio de Janeiro, como parte do acervo mantido pela Fiocruz em referência ao ex-prefeito de Santos, David Capistrano Filho.